# SN 1995P
SN 1995P – supernowa typu Ia odkryta 6 maja 1995 roku w galaktyce A140714-0243. W momencie odkrycia miała maksymalną jasność 18,00m.